# Municipio de Monroe (condado de Kosciusko)
El municipio de Monroe (en inglés: Monroe Township) es un municipio ubicado en el condado de Kosciusko en el estado estadounidense de Indiana. En el año 2010 tenía una población de 1147 habitantes y una densidad poblacional de 18,21 personas por km².

## Geografía
El municipio de Monroe se encuentra ubicado en las coordenadas 41°9′1″N 85°44′31″O / 41.15028, -85.74194. Según la Oficina del Censo de los Estados Unidos, el municipio tiene una superficie total de 62.97 km², de la cual 61,78 km² corresponden a tierra firme y (1,89 %) 1,19 km² es agua.

## Demografía
Según el censo de 2010, había 1147 personas residiendo en el municipio de Monroe. La densidad de población era de 18,21 hab./km². De los 1147 habitantes, el municipio de Monroe estaba compuesto por el 97,38 % blancos, el 0,17 % eran afroamericanos, el 0,61 % eran asiáticos, el 0,61 % eran de otras razas y el 1,22 % eran de una mezcla de razas. Del total de la población el 1,92 % eran hispanos o latinos de cualquier raza.